# 2007 LF38
2007 LF38, também escrito como 2007 LF38, é um corpo menor do sistema solar que está localizado no disco disperso, uma região do Sistema Solar. O mesmo possui uma magnitude absoluta de 5,8 e tem um diâmetro com cerca de 303 km. O astrônomo Mike Brown lista este corpo celeste em sua página na internet como um candidato a possível planeta anão.

## Descoberta
2007 LF38 foi descoberto no dia 12 de junho de 2007.

## Órbita
A órbita de 2007 LF38 tem uma excentricidade de 0,559 e possui um semieixo maior de 88,344 UA. O seu periélio leva o mesmo a uma distância de 38,936 UA em relação ao Sol e seu afélio a 138 UA.